# Panamerikanische Spiele 2011/Leichtathletik – Stabhochsprung der Frauen
Der Stabhochsprung der Frauen bei den Panamerikanischen Spielen 2011 fand am 24. Oktober im Telmex Athletics Stadium in Guadalajara statt.
16 Athletinnen aus elf Ländern nahmen an dem Wettbewerb teil. Die Goldmedaille gewann Yarisley Silva mit 4,75 m, was auch ein neuer Rekord der Panamerikanischen Spiele war. Silber ging an Fabiana Murer mit 4,70 mund die Bronzemedaille sicherte sich Becky Holliday mit 4,30 m.

## Rekorde
Vor dem Wettbewerb galten folgende Rekorde:
| Weltrekord        | Jelena Issinbajewa | 5,06 m | Weltklasse Zürich (IAAF Diamond League), Schweiz     | 28. August 2009 |
| Rekord der Spiele | Fabiana Murer      | 4,60 m | Panamerikanische Spiele in Rio de Janeiro, Brasilien | 23. Juli 2007   |

## Ergebnis
24. Oktober 2011, 16:30 Uhr
| Platz | Athletin            | Land               | 3,40 | 3,55 | 3,70 | 3,85 | 4,00 | 4,10 | 4,20 | 4,30 | 4,40 | 4,50 | 4,60 | 4,65 | 4,70 | 4,75 | 4,80 | Höhe (m) |
| ----- | ------------------- | ------------------ | ---- | ---- | ---- | ---- | ---- | ---- | ---- | ---- | ---- | ---- | ---- | ---- | ---- | ---- | ---- | -------- |
|       | Yarisley Silva      | Kuba               | –    | –    | –    | –    | –    | –    | –    | o    | o    | o    | o    | –    | o    | o    | xxx  | 4,75 PR  |
|       | Fabiana Murer       | Brasilien          | –    | –    | –    | –    | –    | –    | –    | –    | –    | xxo  | x–   | xo   | o    | x–   | xx   | 4,70     |
|       | Becky Holliday      | Vereinigte Staaten | –    | –    | –    | –    | –    | xo   | –    | o    | –    | xxx  |      |      |      |      |      | 4,30     |
| 4     | Karla Rosa da Silva | Brasilien          | –    | –    | –    | –    | –    | –    | o    | xo   | xxx  |      |      |      |      |      |      | 4,30     |
| 5     | Keisa Monterola     | Venezuela          | –    | –    | –    | –    | xo   | o    | o    | xxo  | xxx  |      |      |      |      |      |      | 4,30     |
| 6     | Alejandra García    | Argentinien        | –    | –    | –    | –    | xo   | xo   | o    | xxx  |      |      |      |      |      |      |      | 4,20     |
| 7     | Dailis Caballero    | Kuba               | –    | –    | –    | –    | o    | o    | xxx  |      |      |      |      |      |      |      |      | 4,10     |
| 8     | Victoria Robson     | Kanada             | –    | –    | –    | –    | –    | o    | xxx  |      |      |      |      |      |      |      |      | 4,10     |
| 9     | Daniela Inchausti   | Argentinien        | –    | –    | o    | o    | o    | xxx  |      |      |      |      |      |      |      |      |      | 4,00     |
| 10    | Carmelita Correa    | Mexiko             | –    | o    | o    | o    | xxx  |      |      |      |      |      |      |      |      |      |      | 3,85     |
| 11    | Cecilia Villar      | Mexiko             | –    | o    | o    | xxo  | xxx  |      |      |      |      |      |      |      |      |      |      | 3,85     |
| 12    | Déborah Gyurcsek    | Uruguay            | –    | xxo  | xo   | xxx  |      |      |      |      |      |      |      |      |      |      |      | 3,70     |
| 13    | Maria Ferrand       | Peru               | xo   | o    | xxx  |      |      |      |      |      |      |      |      |      |      |      |      | 3,55     |
| 14    | Jessica Fu          | Peru               | –    | xxo  | xxx  |      |      |      |      |      |      |      |      |      |      |      |      | 3,55     |
| 15    | Catalina Amarilla   | Paraguay           | xo   | xxx  |      |      |      |      |      |      |      |      |      |      |      |      |      | 3,40     |
|       | Andrea Zambrana     | Puerto Rico        | –    | –    | –    | xxx  |      |      |      |      |      |      |      |      |      |      |      | NM       |

Zeichenerklärung:
– = Höhe ausgelassen, x = Fehlversuch, o = Höhe übersprungen